# Hazel Crest
Hazel Crest é uma aldeia localizada no estado americano de Illinois, no Condado de Cook.

## Demografia
Segundo o censo americano de 2000, a sua população era de 14.816 habitantes.
Em 2006, foi estimada uma população de 14.274, um decréscimo de 542 (-3.7%).

## Geografia
De acordo com o United States Census Bureau tem uma área de 8,9 km², dos quais 8,8 km² cobertos por terra e 0,1 km² cobertos por água.

## Localidades na vizinhança
O diagrama seguinte representa as localidades num raio de 8 km ao redor de Hazel Crest.